# 郑光照
郑光照（1966年9月—），陕西礼泉人，汉族，中国共产党党员。中华人民共和国政治人物、第十三届全国人民代表大会陕西省代表。

## 生平
2016年8月，任商洛市人民政府市长。
2018年，郑光照被选为陕西省出席第十三届全国人民代表大会代表。
2021年6月，任中共商洛市委书记。
2022年7月，任内蒙古自治区人民政府副主席、自治区公安厅厅长。